# Synagoga Abrama Bergera w Łodzi (Stary Rynek)
Synagoga Abrama Bergera w Łodzi – nieistniejący prywatny dom modlitwy znajdujący się w Łodzi przy Starym Rynku.
Synagoga została zbudowana w 1891 roku z inicjatywy Abrama Bergera. Podczas II wojny światowej hitlerowcy zdewastowali synagogę.
Po likwidacji Ghetto Litzmannstadt w 1944 roku budynek, w którym mieścił się dom modlitwy został rozebrany. W latach 50. XX wieku na jego miejscu wzniesiono nową kamienicę.